# Jan Klusák
Jan Klusák (ur. 18 kwietnia 1934 w Pradze) – czeski kompozytor.

## Życiorys
W latach 1953–1957 studiował w Akademii Sztuk Scenicznych w Pradze u Jaroslava Řídkiego i Pavla Bořkovca. Współpracował z teatrami i filmem, występował też jako aktor. Początkowo tworzył w stylistyce neoklasycznej, z czasem zaadaptował bardziej nowoczesne środki wyrazu takie jak technika dodekafoniczna. Ukształtowany pod koniec lat 60. XX wieku dojrzały styl kompozytora, na który wpływ wywarły w pewnej mierze jego zainteresowania astrologią, cechuje się ekonomią środków i tendencją do budowania utworu wokół jednej podstawowej myśli muzycznej.
Odznaczony został czeskim Medalem za Zasługi III stopnia (2006).

## Wybrane kompozycje
(na podstawie materiałów źródłowych)

### Utwory orkiestrowe
- 3 symfonie (1956, 1959, 1960)
- Concertino na flet i orkiestrę smyczkową (1955)
- Partita na orkiestrę smyczkową (1955)
- Concerto Grosso na kwintet dęty i orkiestrę smyczkową (1957)
- Inwencja I na orkiestrę kameralną (1961)
- Inwencja II na orkiestrę kameralną (1962)
- Inwencja III na orkiestrę smyczkową (1962)
- Wariacje na temat Mahlera (1962)
- Inwencja IV (1964)
- 2 tańce czeskie na orkiestrę dętą (1964)
- Fantazja liryczna. Hommage à Grieg (1965)
- Sonata na skrzypce i instrumenty dęte (1965)
- Le Forgeron harmonieux (1966)
- Pasticcio olandese per orchestra (1969–1970)
- Smuteční monodie za Igora Stravinského (1972)
- Inwencja VII (1973)
- Inwencja VIII na małą orkiestrę (1973)
- Hamburger Doppelinvention (1974)
- Kleine Farbenlehre. Hommage à Goethe (1975)
- 6 małych preludiów „Vor deinem Thron tret’ ich hiermit” (1984)
- Missing Mozart na orkiestrę kameralną (1991)
- Concertino na obój i małą orkiestrę (1991)
- Tetragrammaton sive Nomina Eius (1992)

### Utwory kameralne
- 5 kwartetów smyczkowych (1956, 1961–1962, 1975 1990, 1994)
- Obrazy na 12 instrumentów dętych (1960)
- Monoinvention na wiolonczelę (1962)
- Sonata na skrzypce i instrumenty dęte (1964–1965)
- Inwencja V na kwintet dęty (1965)
- 1-4-3-2-5-6-7-10-9-8-11 na flet (1965)
- Contrapunto fiorito na 8 instrumentów (1966)
- Inwencja VI na nonet (1969)
- Sonata na perkusję dla 6 wykonawców (1974)
- Die heilige Zahl na skrzypce i perkusję (1975–1976)
- Jupiter na klarnet i perkusję (1976)
- Tango-Polka na klarnet, trąbkę, wiolonczelę i fortepian (1980)
- Wariacje na 2 harfy (1982)
- Diario na wiolonczelę (1982)
- Šmidří suita na 4 saksofony (1983)
- Trigon na flet, marimbę i gitarę (1983)

### Utwory wokalno-instrumentalne
- Prislovi na głos niski i instrumenty dęte (1959)
- Čtyři malá hlasová cvičení na F. Kafku na głos recytujący i zespół kameralny (1960)
- Radix nativitatis I. S. na głos, flet, klarnet, altówkę i fortepian (1972)
- Svatební kantáta na chór męski i orkiestrę (1979)
- Luna v zenitu na mezzosopran, klarnet, altówkę i fortepian (1981)

### Opery
- Proces (1966)
- Viola (1984–1985)
- Cokoli chcete (1985)
- śpiewogra Povidka o Aucassinovi a Nicolettě (1986)
- Zpráva pro akademii (1993–1997)

### Balety
- Princezna Pampeliška (1957)
- Král se slatou maskou (1986)
- Héró a Leandros (1988)